# شری ترکل
شری ترکل (انگلیسی: Sherry Turkle؛ زادهٔ ۱۸ ژوئن ۱۹۴۸) استادتمام جامعه‌شناسی علم و فناوری در مؤسسه فناوری ماساچوست است. او مدرک کارشناسی خود را در مطالعات اجتماعی و سپس دکترای خود را در جامعه‌شناسی و روان‌شناسی شخصیت از دانشگاه هاروارد گرفته است. کانون تحقیقات فعلی وی، روان‌تحلیل‌گری و تعاملات انسان-فناوری است.
وی همچنین برنده جوایزی همچون کمک هزینه گوگنهایم شده است.